# مالكوم بيلي (لاعب كرة قدم)
مالكوم بيلي (بالإنجليزية: Malcolm Bailey)‏ (7 مايو 1937 بهاليفاكس في المملكة المتحدة - ) هو لاعب كرة قدم بريطاني في مركز الوسط. لعب مع نادي بارنسلي وأكرينجتون ستانلي ‏ ونادي برادفورد بارك أفنيو.